# مشروع دانيال
مشروع دانيال، هو مشروع إسرائيلي كلّف لتقييم أي تهديد للدولة الإسرائيلية من أي دولة أخرى في الشرق الأوسط، لافتاً الانتباه إلى إيران بصفة خاصة، مع أخذ برنامج إيران النووي في الاعتبار. جهّز هذا التقييم فريق رفيع المستوى من خبراء السياسة الخارجية والعسكرية في إسرائيل. قُدّم التقرير إلى رئيس وزراء "دولة" إسرائيل أرئيل شارون ونوقش بين إسرائيل والولايات المتحدة والناتو.
حسب التقرير، يعتقد أن أي تهديد لوجود إسرائيل في الوقت الحاضر سيكون حرباً قد يشنها ائتلاف من الدول العربية و\أو إيران.

## الأعضاء
أعضاء المشروع الستة كانوا: البروفيسور لويس رينيه بيريز والدكتور راند فبشبين (مساعد خاص سابق لشؤون الأمن القومي للسيناتور دانيال ك. إينوي من الولايات المتحدة، والتالية من إسرائيل: نامان بيلكيند المساعد السابق لنائب وزير الدفاع الإسرائيلي للوسائل الخاصة، البروفيسور الميجر يتسحاق بن يسرائيل، والدكتور أدير بريدور، والرئيس السابق للتحليل العسكري يوعاش تزيدون.

## ملخص التوصيات
ناقش المشروع خطر أسلحة الدمار الشامل بما فيها الأسلحة النووية والأسلحة الكيميائية والعوامل الحيوية، لا سيما أن لدى إسرائيل تركيز عالٍ في السكان.
كانت توصيات التقرير أن على إسرائيل فعل ما يمكن لمنع تشكيل أي أئتلاف ضد إسرائيل ومن أن يسيطر أي تحالف على أسلحة الدمار الشامل لديها. اقترح التقرير أن على إسرائيل الاحتفاظ بخيار تنفيذ ضربات استباقية، ووصف هذه الضربات بأنها قد تكون مزيجاً من الضربات الجوية وعمليات سرية انتقائية قد تنفذها القوات البرية في بعض المواقع الحاسمة (لا يعلن عن اسمها)
كما أوصت بأنه يجب على إسرائيل الاستمرار في انتهاج سياسة الغموض المتعمد فيما يتعلق بأسحلة الدمار الشامل. إذا سعت دول أخرى في الشرق الأوسط (وتحديداً إيران) للحصول على التقنية النووية بطريقة تراها إسرائيل تهديداً لوجودها، أوصى المشروع أن إسرائيل في هذه الحالة يمكنها الكشف بشكل محدود عن قدرتها النووية كرادع.
التوصية النهائية كانت أن إسرائيل يجب أن تقدّم الدعم البنّاء للحرب على الإرهاب التي تدعمها الولايات المتحدة وتحديداً في مجال عمليات مكافحة الإرهاب.